# Tschechoslowakisch-sowjetische Verträge
Die tschechoslowakisch-sowjetischen Verträge (tschechisch Československo-sovĕtská smlouva) sind mehrere Abkommen aus dem Zeitraum 1922 bis 1990 zwischen der Tschechoslowakei und der UdSSR.
Die einzelnen Verträge:
- zwei vorläufige Verträge vom 5. Februar 1922 und 5. Juni 1922 über „administrative“ Angelegenheiten[1]
- April 1935 – Handelsvertrag
- 16. Mai 1935 – Beistandsvertrag, 14 Tage nach dem französisch-sowjetischen Vertrag vom 2. Mai 1935 unterzeichnet.[2][3][4]
- Vereinbarung vom 18. Juli 1941 über die Wiederaufnahme diplomatischer Beziehungen, über die Nachkriegszusammenarbeit und über und die Errichtung tschechoslowakischer Armeeverbände in der Sowjetunion
- 12. Dezember 1943 – Vertrag über Freundschaft, gegenseitige Hilfe und Zusammenarbeit nach dem Kriege[5]
- Vertrag vom 8. Mai 1944 über die Zusammenarbeit auf dem befreiten Gebiet der Tschechoslowakei
- Vertrag vom 29. Juni 1945 über die Übergabe und Eingliederung des damaligen Karpatenrusslands in die UdSSR
- Vertrag vom 26. August 1968 besiegelte das Ende des Prager Frühlings, genannt auch Moskauer Protokoll
- Vertrag vom 16. Oktober 1968 über die vorläufige Stationierung sowjetischer Einheiten[6]
- Freundschaftsvertrag vom 6. Mai 1970
- Vertrag vom 26. Februar 1990 über den Abzug der sowjetischen Einheiten aus der Tschechoslowakei und über die künftigen Beziehungen